# 普罗旺斯地区艾克斯
普罗旺斯地区艾克斯（法語：Aix-en-Provence，法語發音：[ɛks ɑ̃ pʁɔvɑ̃s] ⓘ；简称艾克斯），普罗旺斯-阿尔卑斯-蓝色海岸大区罗讷河口省的一个市镇，同时也是该省的一个副省会，下辖普罗旺斯地区艾克斯区，其市镇面积为186.08平方公里，2022年1月1日时人口数量为147,933人，是该省人口第二多以及普罗旺斯地区人口第四多的城市，仅次于马赛、尼斯和土伦，在法国城市中排名第24位。
普罗旺斯地区艾克斯位于罗讷河口省中东部，距离省会马赛大约30公里，是艾克斯-马赛普罗旺斯大都会的核心城市之一，前往马赛市区的公路和铁路旅行时间均在半小时左右。普罗旺斯地区艾克斯是法国历史文化名城，因其街头的泉池和大量的历史建筑而闻名，被誉为“千泉之城”，12至19世纪间为普罗旺斯地区的行政中心，近代因旅游业而兴盛，同时也是重要的大学城。

## 地名来源
“普罗旺斯地区艾克斯”一名来源于古罗马时期的“塞克斯泉城”，后衍变成为“艾克斯”。“普罗旺斯地区”后缀则于1932年开始出现。
“普罗旺斯地区艾克斯”在部分汉语文献中被译为“普罗旺斯艾克斯”或“亚桑蒲坊”。

## 历史

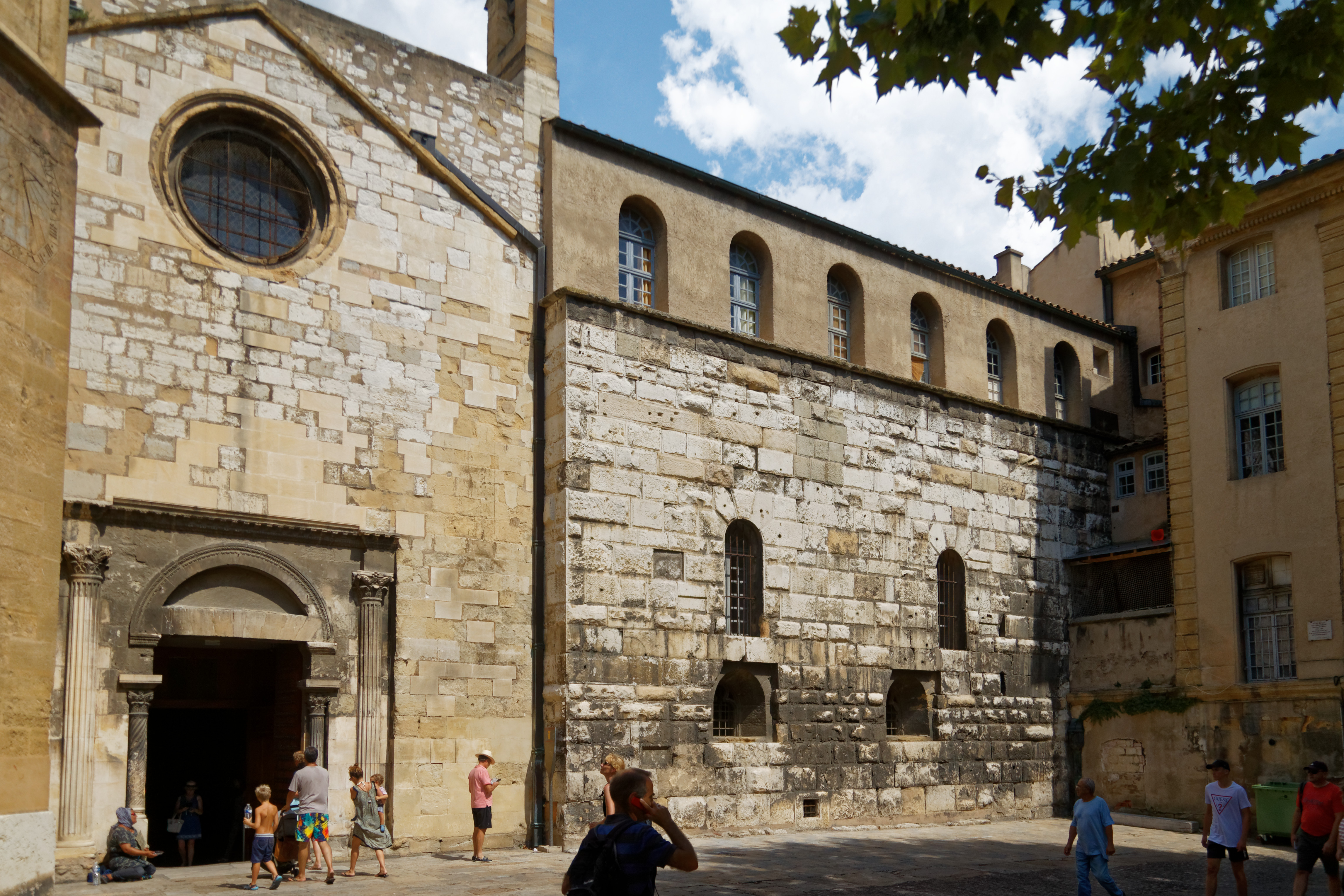
艾克斯境内现存的古罗马城墙遗址

公元前4世纪，下普罗旺斯被凯尔特-利古里亚邦联占领，称为萨卢维人，其首都山间城（Oppidum d'Entremont）位于艾克斯北部，通往皮里卡尔（Puyricard）的道路上。
公元前123年，在马萨利亚（马赛）希腊人的号召下，在与附近的利古里亚和高卢部落的持续冲突中，执政官盖乌斯·塞克斯提乌斯·卡尔维努斯占领并摧毁了山间城。然后，他在温泉附近建立了一个营地，很快成为一个名为塞克斯泉城（Aquae Sextiae）的小镇，以确保罗马和腓尼基城市马萨利亚之间的商业交通安全。因此，艾克斯的建立是为了尊重可能担心罗马盟友马赛的萨卢维人。

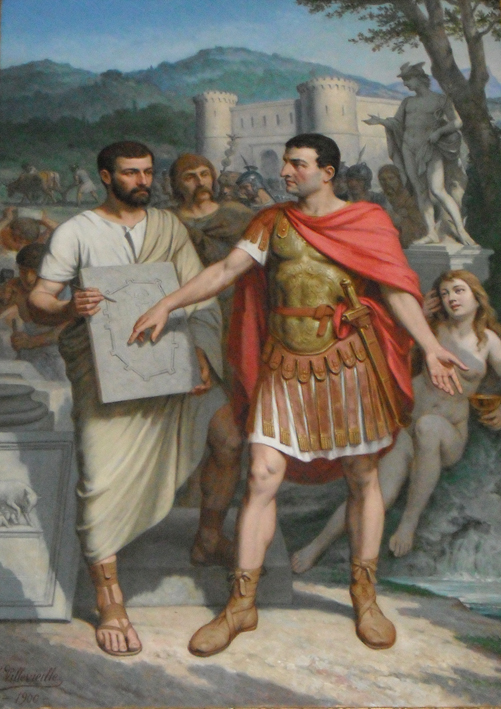
位于老城的盖乌斯·卡尔维努斯

公元前102年，在艾克斯战役中，马略在圣维克多山脚下与他击败的安布罗内人和条顿人部落对峙。塞克斯泉城的规模越来越大，聚集了大量人口，主要由罗马征服的萨卢维人的后代组成。这座城市有城墙和剧院，使其成为该地区的一个重要城市，地理位置优越，可以保护罗马在马赛的利益。
在接下来的几个世纪里，该市的几个地区被遗弃。古剧院被拆除。这种状态并不意味着艾克斯的衰落，只是居住场景的翻新和重组。在4世纪，这座城市成为纳博讷高卢的首都，并获得了一个教区，拉扎尔成为该教区的主教。477年被西哥特人占领。在接下来的一个世纪里，它先后被法兰克人和伦巴第人入侵，731年又被撒拉森人入侵。
虽然艾克斯市正在摆脱长期的经济和人口衰退，但普罗旺斯伯爵（安茹和阿拉贡家族）决定在1189年将其作为他们的新住所，损害了他们曾经统治的阿尔勒和阿维尼翁市。这一强大的地位不仅将使艾克斯成为普罗旺斯的首都，而且最重要的是，将使这座城市得到前所未有的发展。因此，15世纪，安茹公爵、普罗旺斯伯爵、西西里岛名义上的国王勒内的即位标志着这座城市的黄金时代，这座城市将永远保留“勒内国王之城”的称号。这位君主被一个精致而有文化的宫廷包围，从1409年起，他将使艾克斯成为一个著名的文化和学术中心，为这座城市提供一个法院，并在几个世纪的经济停滞之后为其美化做出贡献。事实上，勒内国王是一位可悲的政治家，但普罗旺斯人戴上了友好的面具。
从1486年起，一位总督居住在艾克斯，代表普罗旺斯伯爵，他也代表法国国王。普罗旺斯与法国属于共主邦联，但直到1789年，它仍然是一个独立的国家，与法国有联系，“不是作为其主体的附属，而是作为一个主体到另一个主体，与王国的其他部分分开”，艾克斯和普罗旺斯一样，打算保留其特许权。1501年，路易十二在那里建立了普罗旺斯议会，一直持续到革命。大多数情况下，普罗旺斯附属国聚集在那里投票征税。
1608年7月初，普罗旺斯艾克斯郊区被血雨覆盖。一些僧侣通过撒旦的影响解释了这一事件。尼古拉·克劳德·法布里·德·佩雷斯克（Nicolas Claude Fabri de Peiresc）在大教堂墓地的墙上收集了几滴雨滴，记录了这场雨。他认为血雨的本质是蝴蝶的粪便。市中心没有降血雨，幸免于难。科学的解释并没有平息大众的恐惧。
法国大革命爆发，旧制度下的普罗旺斯伯国和行省被废除，新建的罗讷河口省的省会定都于艾克斯，后于1800年迁至马赛，艾克斯由此成为该省的一座副省会城市。
1835年，霍乱袭击普罗旺斯地区艾克斯，在六周内感染560人，其中333人死亡。
普罗旺斯地区艾克斯是弗雷德里克·米斯特拉尔（Frédéric Mistral）学习法律的城市，保罗·塞尚（1839-1906）度过了一生，埃米尔·左拉（Emile Zola）度过了头18年。正是在波旁学院（现在的米涅学院），他们建立了深厚的友谊。
这座城市以1909年南法大地震为标志，奥吉耶粉刷厂的屋顶倒塌，“传教士的地方挤满了睡在床垫上的人”，一位传教士的母亲证明了这一点。在6月11日的主要地震前不久，人们注意到鸟类低飞的异常行为，伴随着恐惧的叫声，狗嚎叫致死，马啁啾。

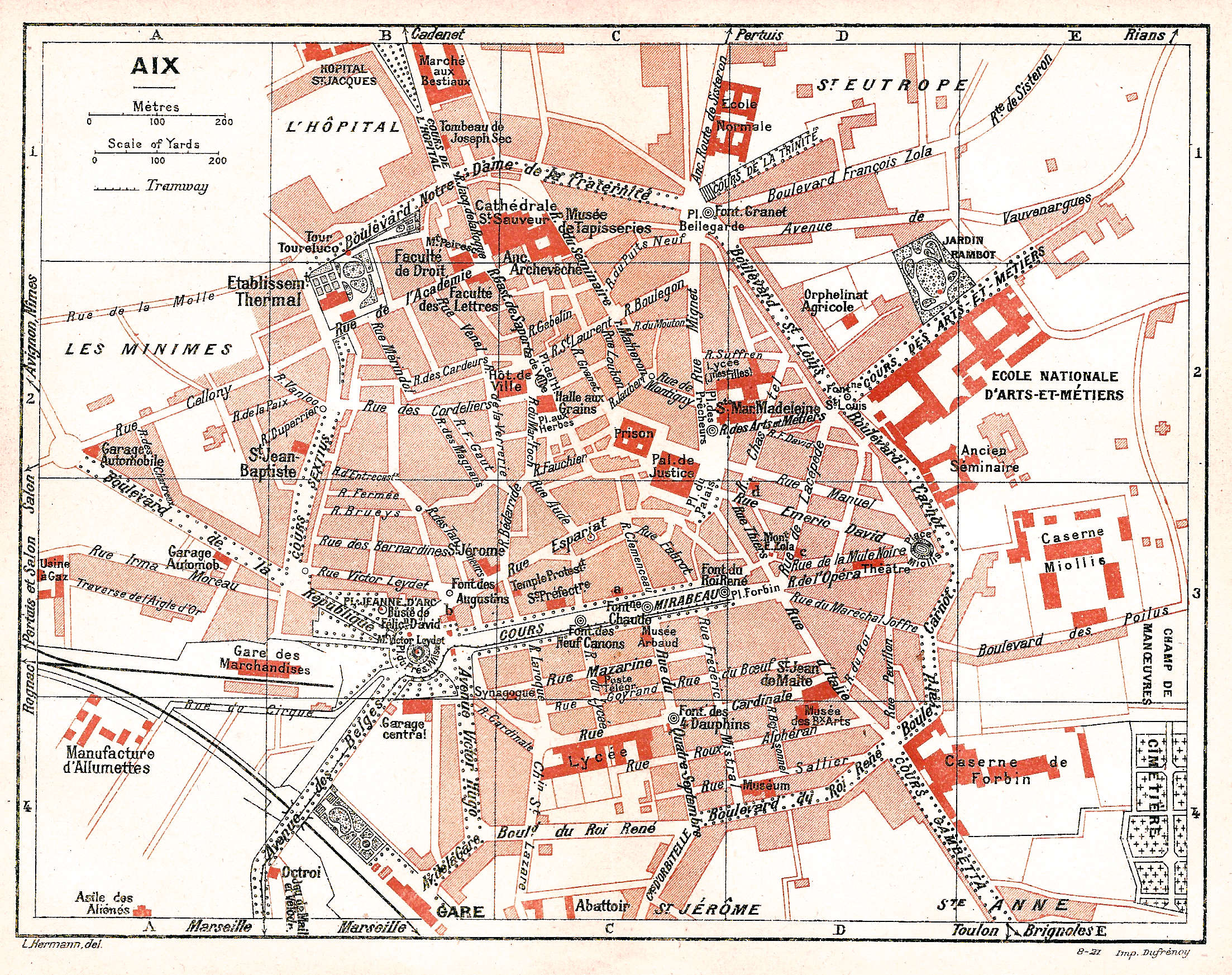
1921年艾克斯地图

第一次世界大战期间，艾克斯人主要在第55步兵团和第61步兵团中服役，驻扎在福尔班和米奥利斯兵营。他们将成为第15军团的一部分，并参与1914年8月的第15军团事件。
第二次世界大战后，这座城市远远超出饶勒斯和白里安大道（前圣母院）、勒内国王大道、共和国大道以及塞克斯提乌斯庭院大道和圣路易大道形成的“环路”。法律和文学学院从老城搬迁，地下停车场和休闲区的出现使该市具有了现在的面貌（1963年设立了梳毛匠广场，1980年拆除了艾克斯的旧火车站，取而代之的是普罗旺斯大道）。
艾克斯拥有普罗旺斯艾克斯TGV火车站、阿尔布瓦和鲁塞技术中心。艾克斯还有许多大学（文学、法律、经济、政治学、艺术和手工艺、美术）。
2006年6月9日至2006年9月17日，该市在格拉内博物馆举办了“普罗旺斯的塞尚”国际展览，纪念塞尚逝世一百周年，该展览汇集了这位大师的近120件作品，主题是他的“亲爱的普罗旺斯”。
自2000年代以来，该市增加了文化场所的建设，包括2007年的普罗旺斯大剧院、2017年的艾克斯地区竞技场、2021年的6MIC以及2018年和2023年的莫里斯·达维德体育场扩建。

## 地理

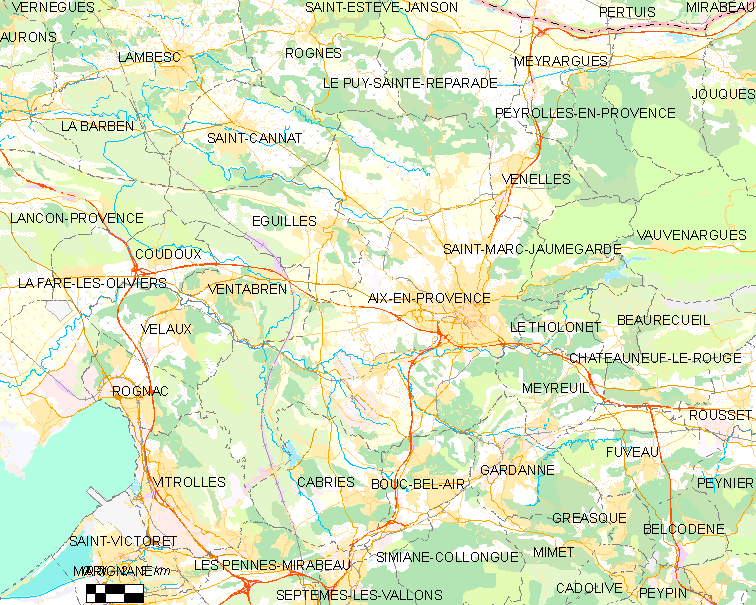
普罗旺斯地区艾克斯市镇范围地图

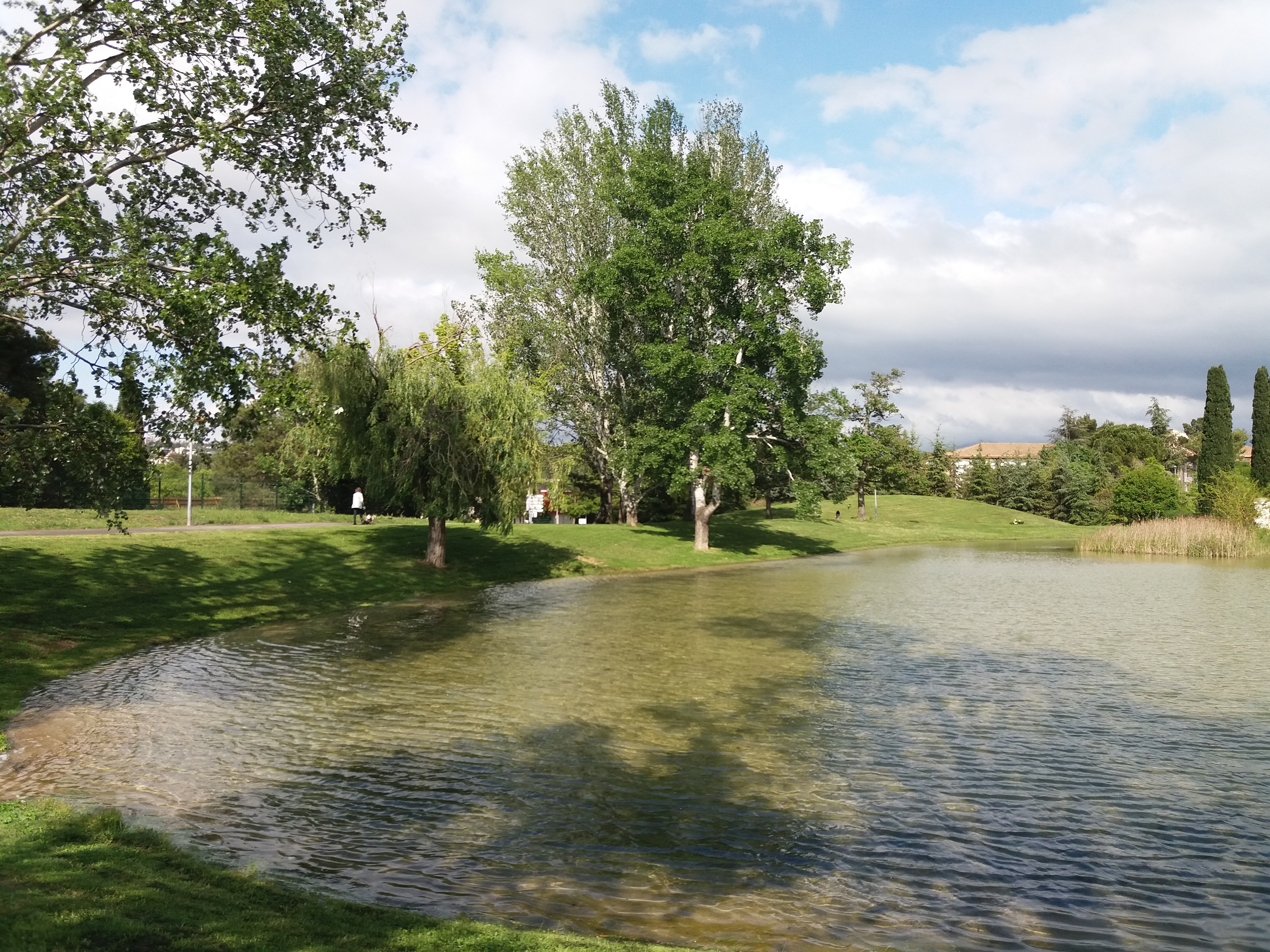
普罗旺斯地区艾克斯市区的一处城市公园

普罗旺斯地区艾克斯位于法国东南部，普罗旺斯-阿尔卑斯-蓝色海岸大区的西部和罗讷河口省的中东部，距离省会马赛大约32公里。与普罗旺斯地区艾克斯接壤的市镇包括：布克贝莱尔、卡布列斯、埃吉耶、加尔达讷、梅勒伊、勒皮圣雷帕拉德、罗尼亚克、罗涅、圣卡纳、圣马克-若姆加尔德、勒托洛内、沃洛、沃内勒、旺塔布朗、维特罗勒。

### 地形
普罗旺斯地区艾克斯位于阿尔卑斯山南麓延伸地带，特雷瓦雷斯山脉和圣维克多山之间，市区以浅丘地形为主，地形总体平坦，郊区则多丘陵，海拔在73至511米之间。

### 地质
普罗旺斯地区艾克斯附近地表多为现代沉积物，适宜大部分农作物生长。其中普罗旺斯地区艾克斯老城区已基本被人工建筑物覆盖。1909年南法大地震曾对艾克斯造成了较大规模的破坏。

### 水文
圖盧布爾河、阿尔克河及其支流托尔斯河流经普罗旺斯地区艾克斯，除此之外当地缺乏地表水域。

### 植被
普罗旺斯地区艾克斯属于亚热带硬叶落叶林，主要街道两侧均有行道树。在鲜花城市的评比中，普罗旺斯地区艾克斯被评为3星级鲜花城市。

### 气候
普罗旺斯地区艾克斯在柯本气候分类法中属于较为典型的地中海气候，冬季湿润凉爽，夏季干燥炎热。
普罗旺斯地区艾克斯境内设有气象站，以下为该气象站的数据：
| 普罗旺斯地区艾克斯气象站1981－2010年数据 | 普罗旺斯地区艾克斯气象站1981－2010年数据 | 普罗旺斯地区艾克斯气象站1981－2010年数据 | 普罗旺斯地区艾克斯气象站1981－2010年数据 | 普罗旺斯地区艾克斯气象站1981－2010年数据 | 普罗旺斯地区艾克斯气象站1981－2010年数据 | 普罗旺斯地区艾克斯气象站1981－2010年数据 | 普罗旺斯地区艾克斯气象站1981－2010年数据 | 普罗旺斯地区艾克斯气象站1981－2010年数据 | 普罗旺斯地区艾克斯气象站1981－2010年数据 | 普罗旺斯地区艾克斯气象站1981－2010年数据 | 普罗旺斯地区艾克斯气象站1981－2010年数据 | 普罗旺斯地区艾克斯气象站1981－2010年数据 | 普罗旺斯地区艾克斯气象站1981－2010年数据 |
| 月份                                     | 1月                                      | 2月                                      | 3月                                      | 4月                                      | 5月                                      | 6月                                      | 7月                                      | 8月                                      | 9月                                      | 10月                                     | 11月                                     | 12月                                     | 全年                                     |
| ---------------------------------------- | ---------------------------------------- | ---------------------------------------- | ---------------------------------------- | ---------------------------------------- | ---------------------------------------- | ---------------------------------------- | ---------------------------------------- | ---------------------------------------- | ---------------------------------------- | ---------------------------------------- | ---------------------------------------- | ---------------------------------------- | ---------------------------------------- |
| 历史最高温 °C（°F）                      | 20.9 (69.6)                              | 22.8 (73.0)                              | 25.6 (78.1)                              | 28.2 (82.8)                              | 34.2 (93.6)                              | 37.9 (100.2)                             | 40.2 (104.4)                             | 39.3 (102.7)                             | 34.6 (94.3)                              | 29.9 (85.8)                              | 23.6 (74.5)                              | 22.7 (72.9)                              | 40.2 (104.4)                             |
| 平均高温 °C（°F）                        | 11.4 (52.5)                              | 12.4 (54.3)                              | 15.6 (60.1)                              | 18.3 (64.9)                              | 22.8 (73.0)                              | 27.1 (80.8)                              | 30.6 (87.1)                              | 30.1 (86.2)                              | 25.5 (77.9)                              | 20.8 (69.4)                              | 15.0 (59.0)                              | 11.9 (53.4)                              | 20.1 (68.2)                              |
| 日均气温 °C（°F）                        | 6.2 (43.2)                               | 6.9 (44.4)                               | 9.7 (49.5)                               | 12.4 (54.3)                              | 16.7 (62.1)                              | 20.5 (68.9)                              | 23.6 (74.5)                              | 23.2 (73.8)                              | 19.3 (66.7)                              | 15.4 (59.7)                              | 9.9 (49.8)                               | 6.9 (44.4)                               | 14.2 (57.6)                              |
| 平均低温 °C（°F）                        | 0.9 (33.6)                               | 1.3 (34.3)                               | 3.7 (38.7)                               | 6.5 (43.7)                               | 10.5 (50.9)                              | 14 (57)                                  | 16.6 (61.9)                              | 16.2 (61.2)                              | 13 (55)                                  | 10 (50)                                  | 4.8 (40.6)                               | 1.9 (35.4)                               | 8.3 (46.9)                               |
| 历史最低温 °C（°F）                      | −16.6 (2.1)                              | −20.2 (−4.4)                             | −12.5 (9.5)                              | −4 (25)                                  | −1.1 (30.0)                              | 3.2 (37.8)                               | 6 (43)                                   | 4 (39)                                   | 1.7 (35.1)                               | −4.7 (23.5)                              | −9 (16)                                  | −14.9 (5.2)                              | −20.2 (−4.4)                             |
| 平均降水量 mm（）                        | 51.7 (2.04)                              | 36.1 (1.42)                              | 34.8 (1.37)                              | 56.3 (2.22)                              | 51.2 (2.02)                              | 30.7 (1.21)                              | 13.3 (0.52)                              | 36 (1.4)                                 | 85.7 (3.37)                              | 74.6 (2.94)                              | 61.4 (2.42)                              | 54 (2.1)                                 | 585.8 (23.03)                            |
| 月均日照時數                             | 150.7                                    | 178.7                                    | 238.8                                    | 242                                      | 289.4                                    | 327.3                                    | 370.2                                    | 328.6                                    | 256.2                                    | 185.1                                    | 154.1                                    | 140.1                                    | 2,861.2                                  |
| 来源：                                   |                                          |                                          |                                          |                                          |                                          |                                          |                                          |                                          |                                          |                                          |                                          |                                          |                                          |

## 行政区划
普罗旺斯地区艾克斯是法国普罗旺斯-阿尔卑斯-蓝色海岸大区罗讷河口省的一个市镇，编号为13001，它也是罗讷河口省的一个副省会。普罗旺斯地区艾克斯下辖普罗旺斯地区艾克斯区，隶属于罗讷河口省第十一和十四选区，管理普罗旺斯地区艾克斯第一县和第二县，同时也是艾克斯-马赛普罗旺斯大都会的组成部分。
法国国家统计与经济研究所（简称）在进行数据统计时，将包括普罗旺斯地区艾克斯在内的49个市镇划入马赛-普罗旺斯地区艾克斯城市核心区，并将包括核心区在内的共90个市镇划为马赛-普罗旺斯地区艾克斯城市区。自2020年起，马赛-普罗旺斯地区艾克斯城市区被包含115个市镇的马赛-普罗旺斯地区艾克斯城市辐射区代替。此外，还将普罗旺斯地区艾克斯市镇分为了54个“块区”（IRIS），以便于统计人口分布情况。

## 交通

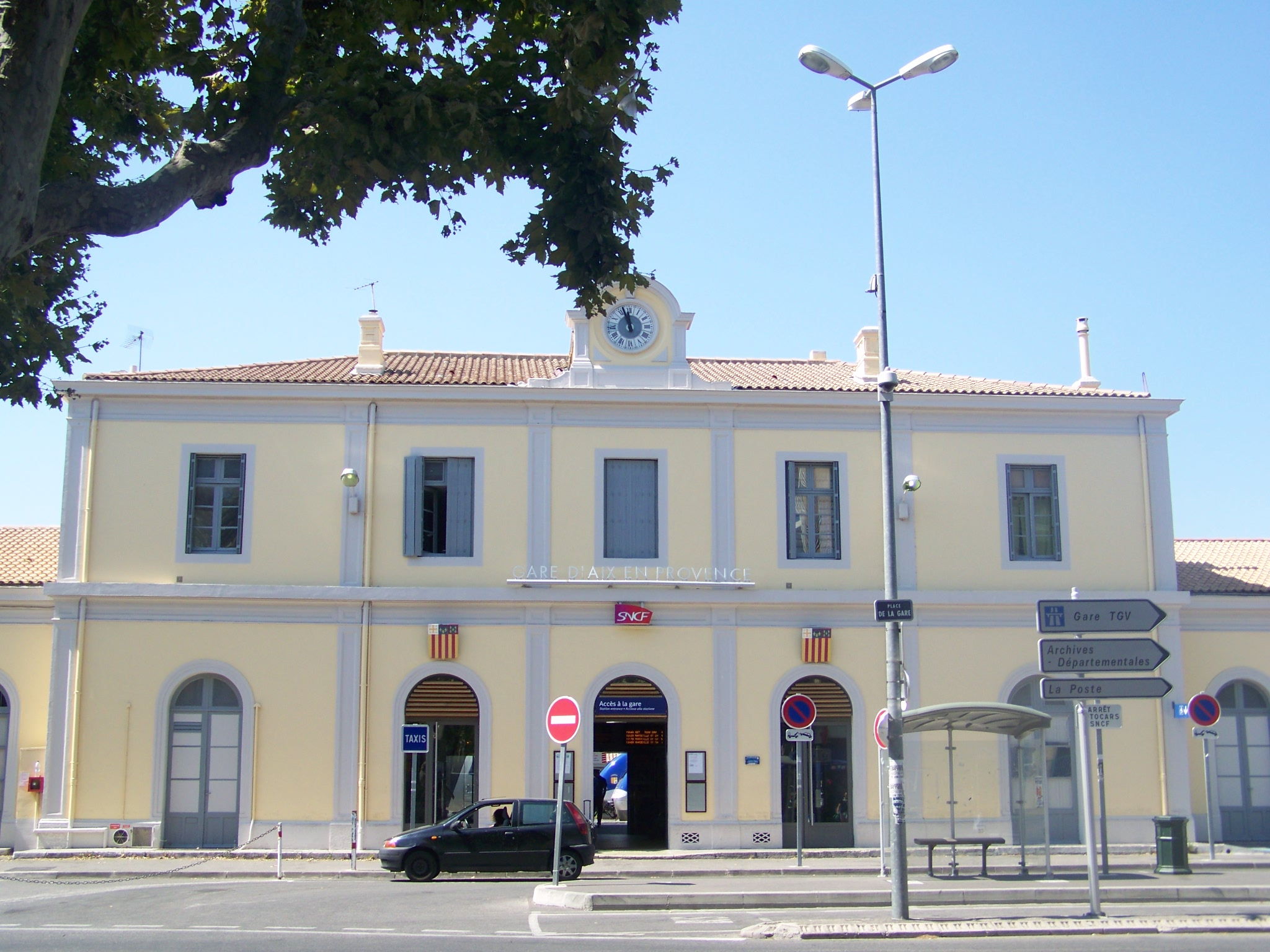
普罗旺斯地区艾克斯火车站

### 公路
法国国家A8号和A51号两条高速公路在境内十字交汇，另有法国国道N296线和多条罗讷河口省省道经过普罗旺斯地区艾克斯。
大都会交通系统开通多条连接普罗旺斯地区艾克斯的汽车线路，其中前往马赛的49、50和51路发车频率在半小时左右，已实现公交化运营，此外还有前往马赛机场、萨隆、马蒂格、米拉马斯等地的班车，同时开行前往周边主要市镇的校车线路。普罗旺斯大区巴士则提供前往区域线路，可前往阿维尼翁、尼斯、土伦、迪涅莱班、布里扬松等地。一些跨国汽车公司则提供途径普罗旺斯地区艾克斯前往法国及欧洲各地的长途巴士线路。
2018年，65%的普罗旺斯地区艾克斯居民拥有至少1辆私人汽车。2019年，普罗旺斯地区艾克斯境内共发生各类交通事故147起，造成8人遇难，22.2人受伤。

### 铁路
普罗旺斯地区艾克斯市区位于里昂－马赛铁路线上。普罗旺斯地区艾克斯火车站是普罗旺斯地区艾克斯市区内唯一的客运铁路车站，该站每天开行数十班前往马赛的区域列车，同时部分列车会北上前往加普、布里扬松等地。2018年，普罗旺斯地区艾克斯站累计发送旅客数量76.9万人次。
普罗旺斯地区艾克斯TGV站位于普罗旺斯地区艾克斯市区西南13公里处，位于法国高速铁路地中海线上，是一个高铁车站，每天经停前往法国多个城市的高速列车。2018年，该站累计发送旅客数量359.8万人次。

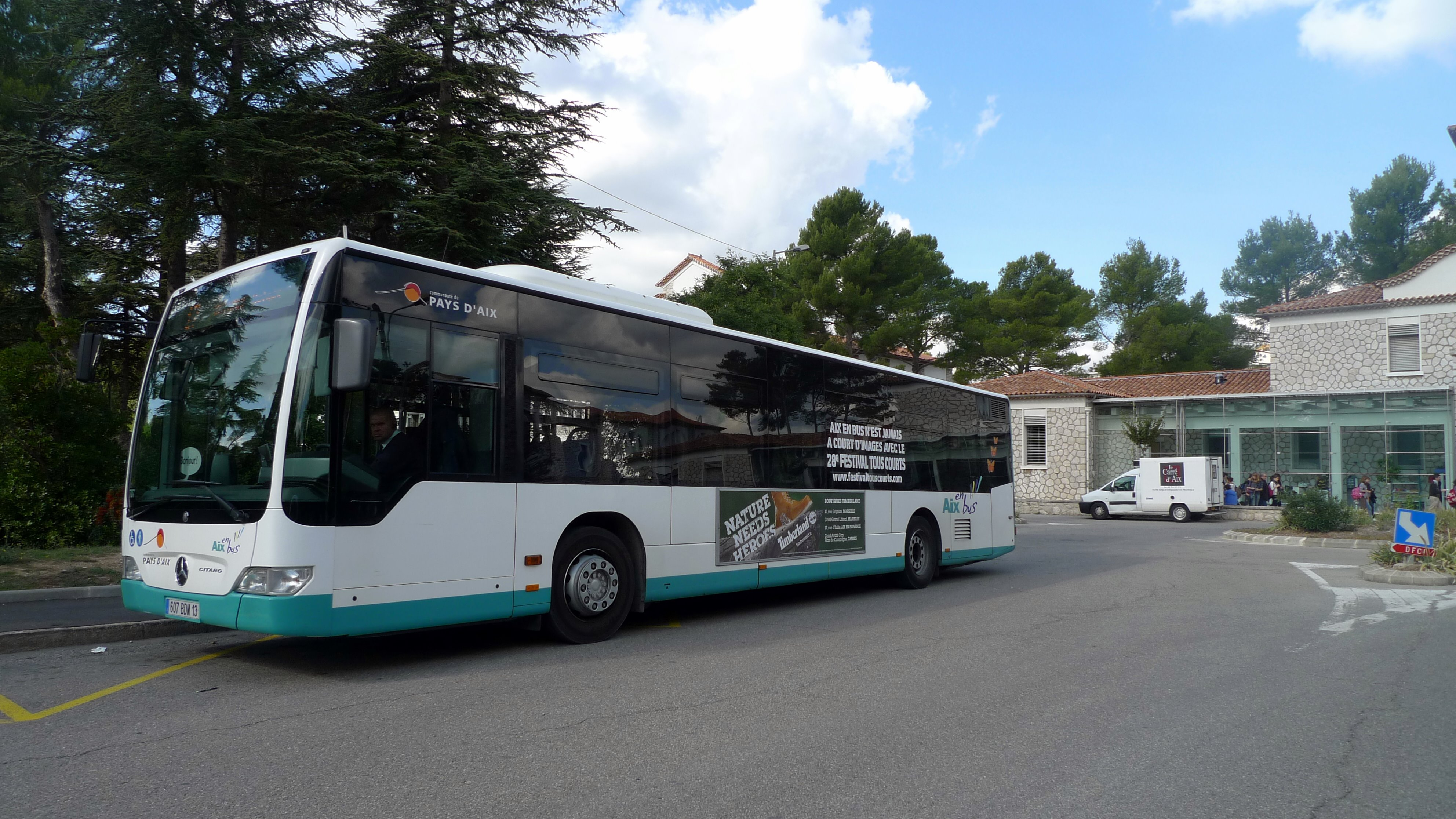
普罗旺斯地区艾克斯街头的一辆公共汽车

### 航空
艾克斯-莱米耶飞行场位于普罗旺斯地区艾克斯市区南部的莱米耶街区，仅供军用飞机停靠；距离普罗旺斯地区艾克斯最近的民用航空站为马赛普罗旺斯机场，该机场开行前往欧洲和北非主要城市的航班。

### 城市公共交通
普罗旺斯地区艾克斯城市公共交通（商业名称为）由凯奥雷斯运营，是大都会交通系统的一部分，该线路网下辖26条市区公交线路和十余条郊区线路，覆盖了社区内的主要人口聚集区，同时还开设定制公交服务。

## 政治

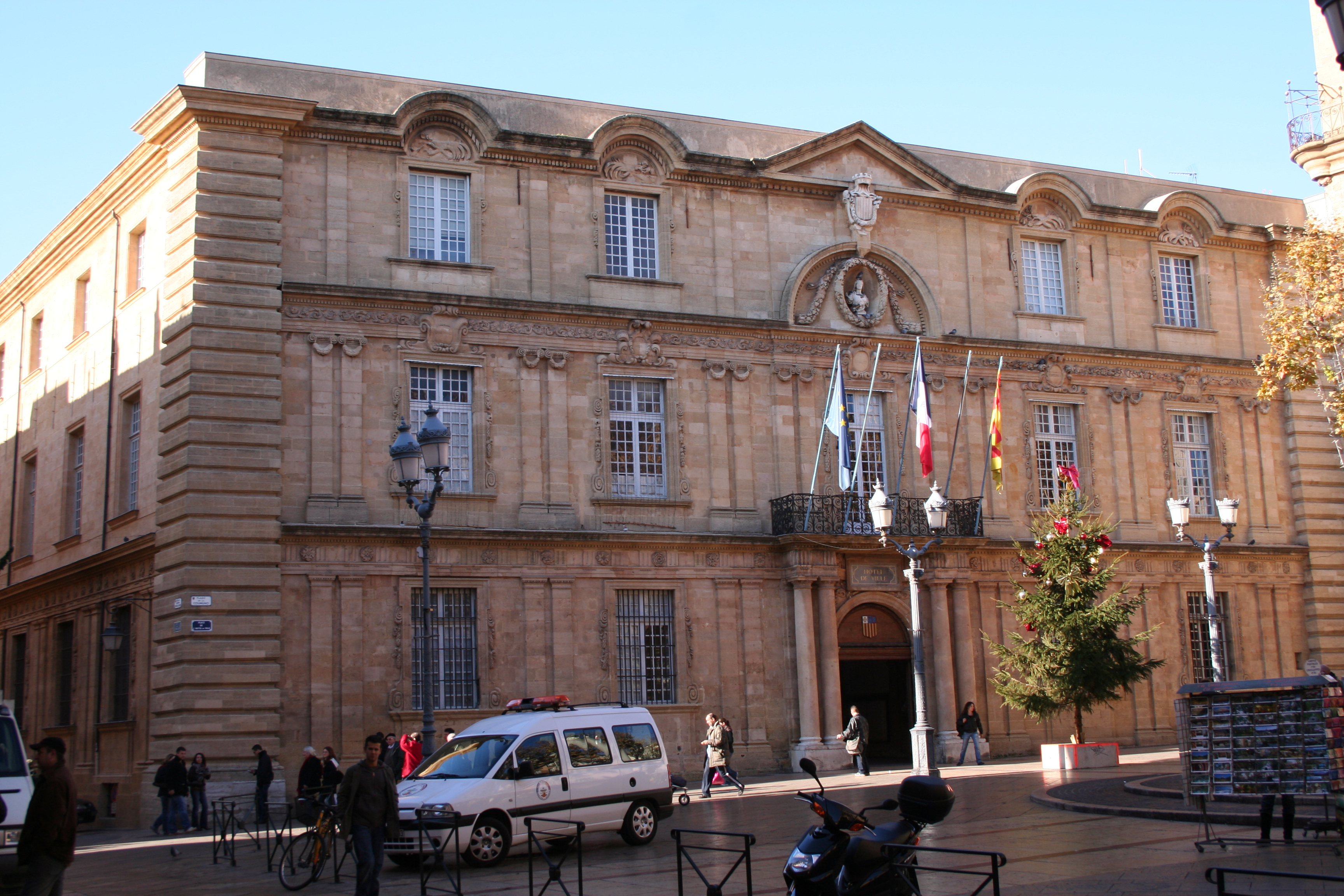
普罗旺斯地区艾克斯市政厅

现任普罗旺斯地区艾克斯市长为玛丽斯·茹瓦桑-马西尼女士，自2001年起担任，并于2008年、2014年和2020年连任，她是共和党的一名成员，在2020年的市政选举中获得了43.53%的支持率
在2017年法国大选的第一轮和第二轮选举中，法国现任总统马克龙在普罗旺斯地区艾克斯分别获得了26.76%和76.72%的支持率，均居所有候选人首位。
| 普罗旺斯地区艾克斯历届市长 |                      |                                |
| 任期                       | 市长                 | 党派                           |
| 1945年－1967年             | 亨利·穆雷            | MLN国民自由运动 →無黨籍        |
| 1967年－1978年             | 费利克斯·奇科利尼    | SFIO工人国际法国支部 →PS社会党 |
| 1978年－1983年             | 阿兰·茹瓦桑          | UDF法国民主联盟 →RAD激进党     |
| 1983年－1989年             | 让-皮埃尔·佩雷蒂     | UDF法国民主联盟                |
| 1989年－2001年             | 让-弗朗索瓦·皮舍拉尔 | PS社会党                       |
| 2001年－                   | 玛丽斯·茹瓦桑-马西尼 | RAD激进党 →LR共和黨            |

## 人口
2018年，普罗旺斯地区艾克斯市镇人口数量为143,097，在法国排名第24位。其中男性67,489人，女性74,993人，75岁及以上人口占8%，外籍人口数量为42,616人，人口密度为769人/平方公里，当地居民被称为（男性）或（女性）。2019年，普罗旺斯地区艾克斯境内出生1,438人，死亡人口1,223人。
| 年份   | 1936   | 1946   | 1954   | 1962   | 1968   | 1975    | 1982    | 1990    | 1999    | 2006    | 2011    | 2016    | 2017    | 2018    |
| ------ | ------ | ------ | ------ | ------ | ------ | ------- | ------- | ------- | ------- | ------- | ------- | ------- | ------- | ------- |
| 人口數 | 42,615 | 46,053 | 54,217 | 67,943 | 89,566 | 110,659 | 121,327 | 123,842 | 133,018 | 142,534 | 140,684 | 143,006 | 142,482 | 143,097 |

## 经济

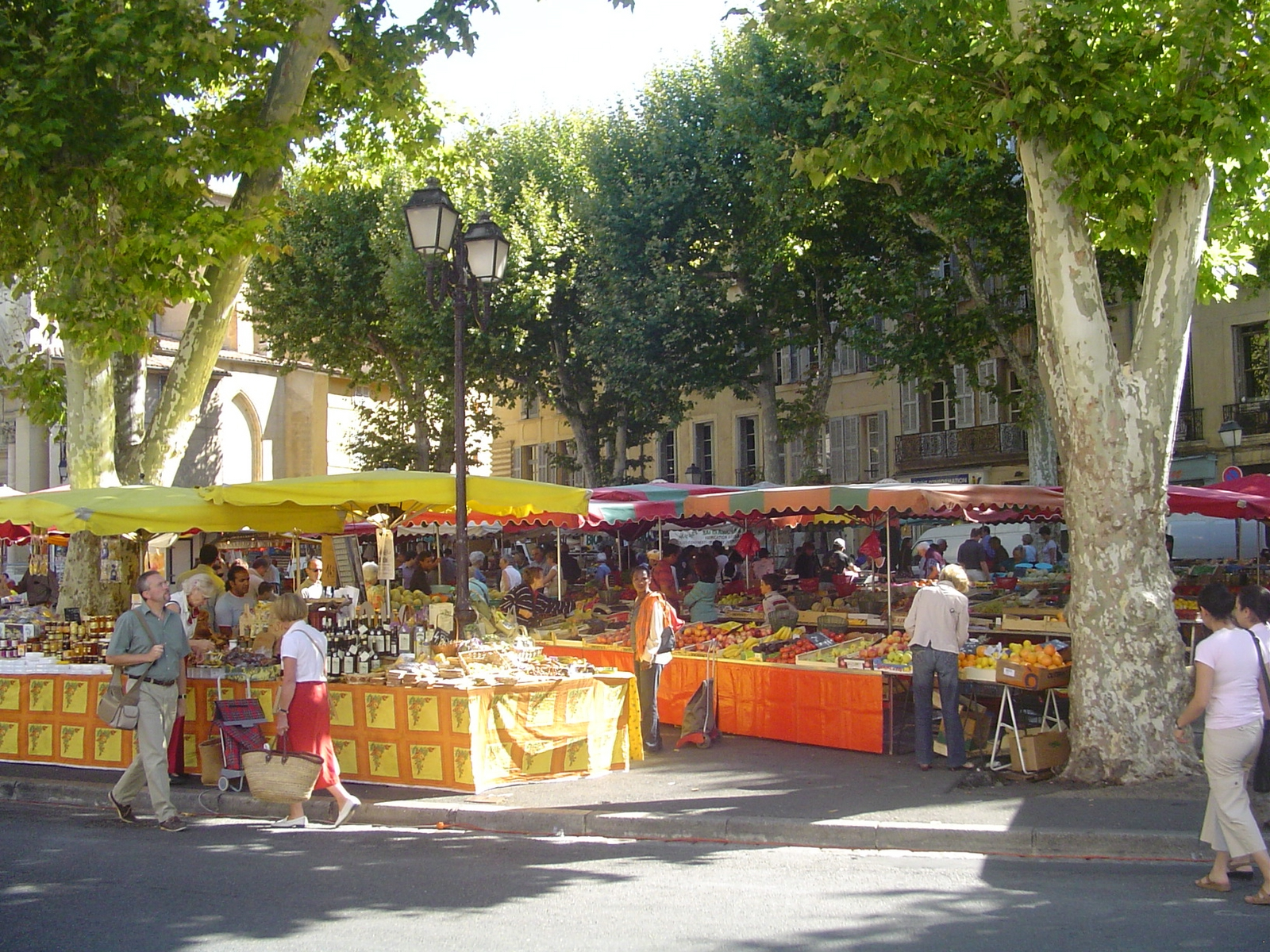
普罗旺斯地区艾克斯的一处集市

截止2021年8月，普罗旺斯地区艾克斯共有各类用人单位（包含自雇）39,241家，平均历史为14年，其中97.5%为中小型企业（PME）。（商业中介）、（道路建设）及（广告）是当地2019年营业额最高的三个企业，分别为1,485,472,902欧元、555,740,893欧元和279,434,861欧元。

## 财政收入
2019年，普罗旺斯地区艾克斯的财政收入总额为198,523,000欧元，财政支出总额为180,738,000欧元，当年的债务总额为116,063,000欧元。2020年，普罗旺斯地区艾克斯共获得10,667,706欧元的国家财政补助，比上一年减少了0.04%。
2017年，普罗旺斯地区艾克斯的人均月收入总额为2,612欧元，其中高级职员为4,090欧元，低于法国平均水平（4,214欧元）；中级职员为2,317欧元，低于法国平均水平（2,353欧元）；普通职员为1,700欧元，高于法国平均水平（1,690欧元）。
2017年，普罗旺斯地区艾克斯境内的青壮年（15至64岁）失业率为13.3%，当地58.4%的家庭拥有纳税资格，平均纳税5,531欧元，高于法国平均水平（3,888欧元）。

## 社会事务

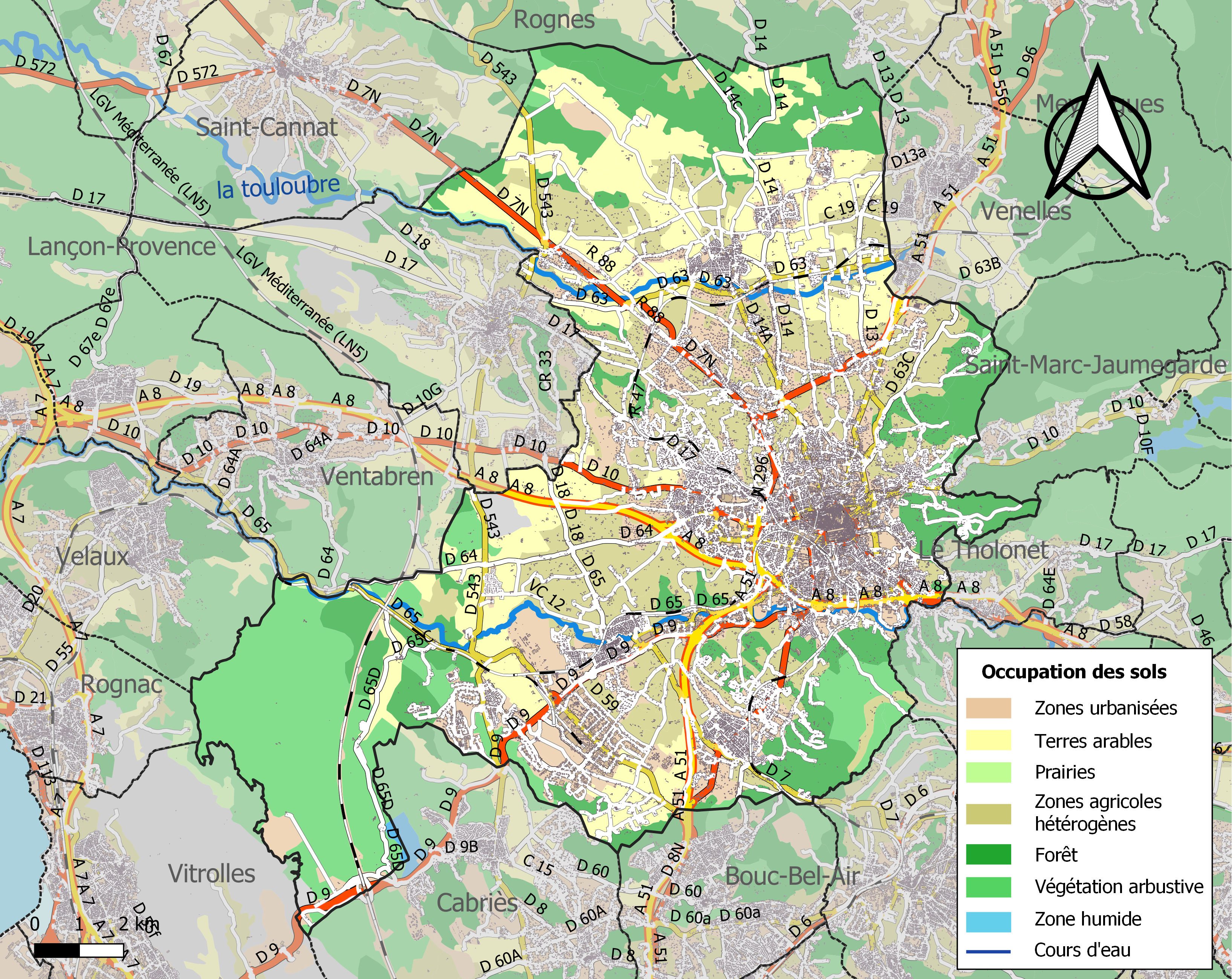
普罗旺斯地区艾克斯土地利用情况地图

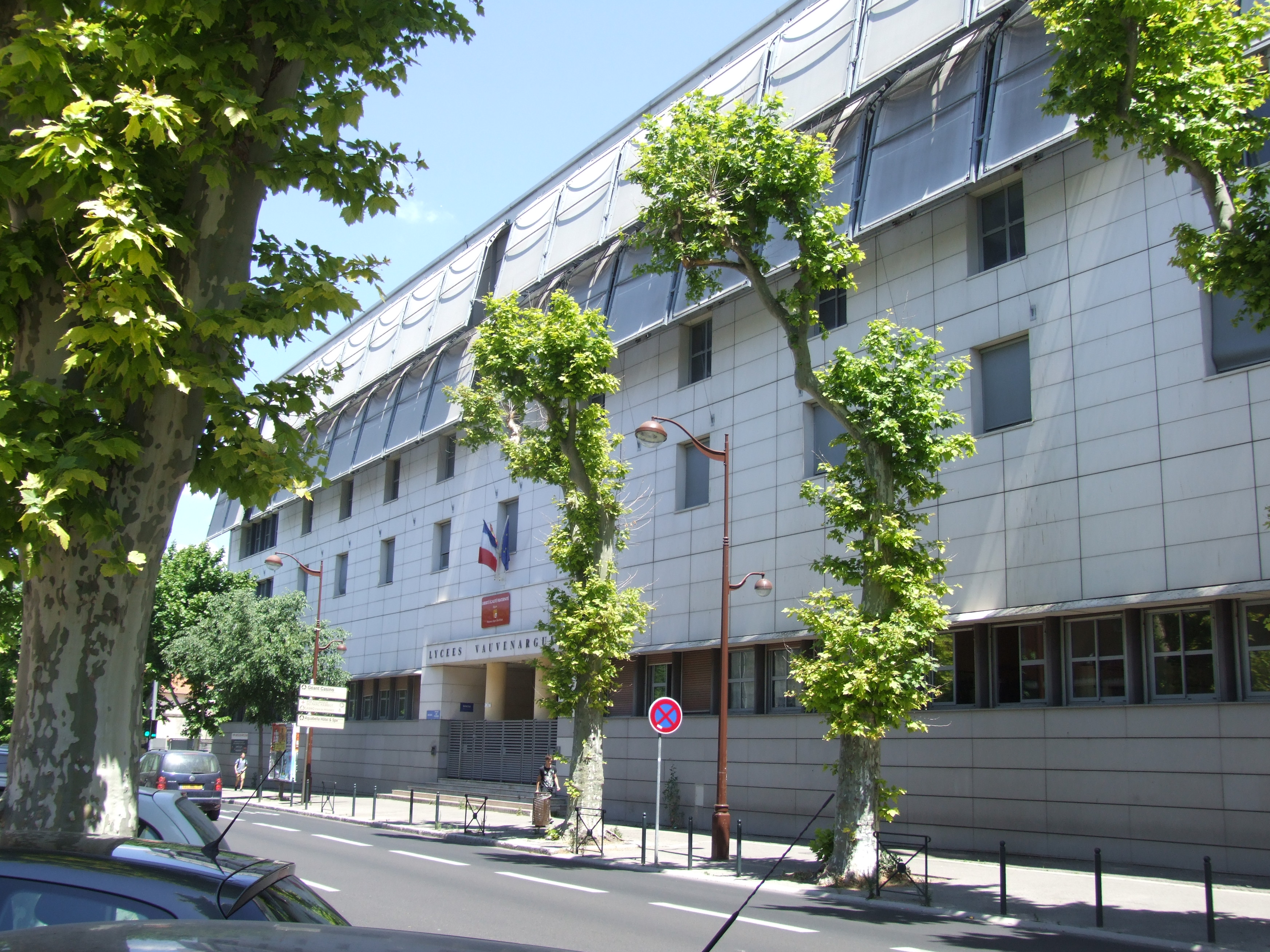
普罗旺斯地区沃沃纳格高级中学

### 教育
普罗旺斯地区艾克斯属于艾克斯-马赛学区。截止2018年底，普罗旺斯地区艾克斯境内共有37所幼儿园、51所小学、15所初级中学、14所普通高中和12所职业高中，其中4所高中开设大学校培训班，另有4处卫生学校或职业培训中心。2018至2019年学年度，普罗旺斯地区艾克斯境内中等阶段在校学生总人数为17,550人。
艾克斯-马赛大学的前身为1409年由安茹国王路易二世创立的艾克斯大学，2019年共有学生数量7.8万，是全世界法语区学生人数最多的高等学府。该校在普罗旺斯地区艾克斯设有校区，多个专业和学院在此授课。除此之外，普罗旺斯地区艾克斯还有普罗旺斯地区艾克斯企业管理学校、普羅旺斯艾克斯政治大學、国立高等消防官员学校和普罗旺斯地区艾克斯高等艺术学校四所高等学府，法国国立高等工程技术学校也在当地设有校区。

### 医疗
截至2018年1月1日，普罗旺斯地区艾克斯境内共有全科医生233名、保健师292名、牙医154名、护士329名、儿科医生11名、眼科医生27名、皮肤科医生17名、助产士14名、儿科医生18名和妇科医生36名。市区内共有药房60家。
普罗旺斯地区艾克斯中心医院（Centre hospitalier d'Aix-en-Provence）位于普罗旺斯地区艾克斯市区北部，同时在市区西南部的蒙佩兰街区设有分院，是该市境内规模最大的综合性医疗机构。
此外，普罗旺斯地区艾克斯境内还有15家养老院和10处残疾人帮扶中心。

### 住房
2017年，普罗旺斯地区艾克斯境内共有各类住房83,339套，其中21.5%为独立式居民区，主要分布于市区中部和东部；77.3%为集中式居民区，主要分布于市区西部。常住房屋占普罗旺斯地区艾克斯市镇范围内居民建筑总量的84.9%。
在住房保障政策方面，2017年，普罗旺斯地区艾克斯境内共有23,308户家庭获得了住房经济补助，受益人数占总人口数量的16.4%，其中23,078份为房租补助。

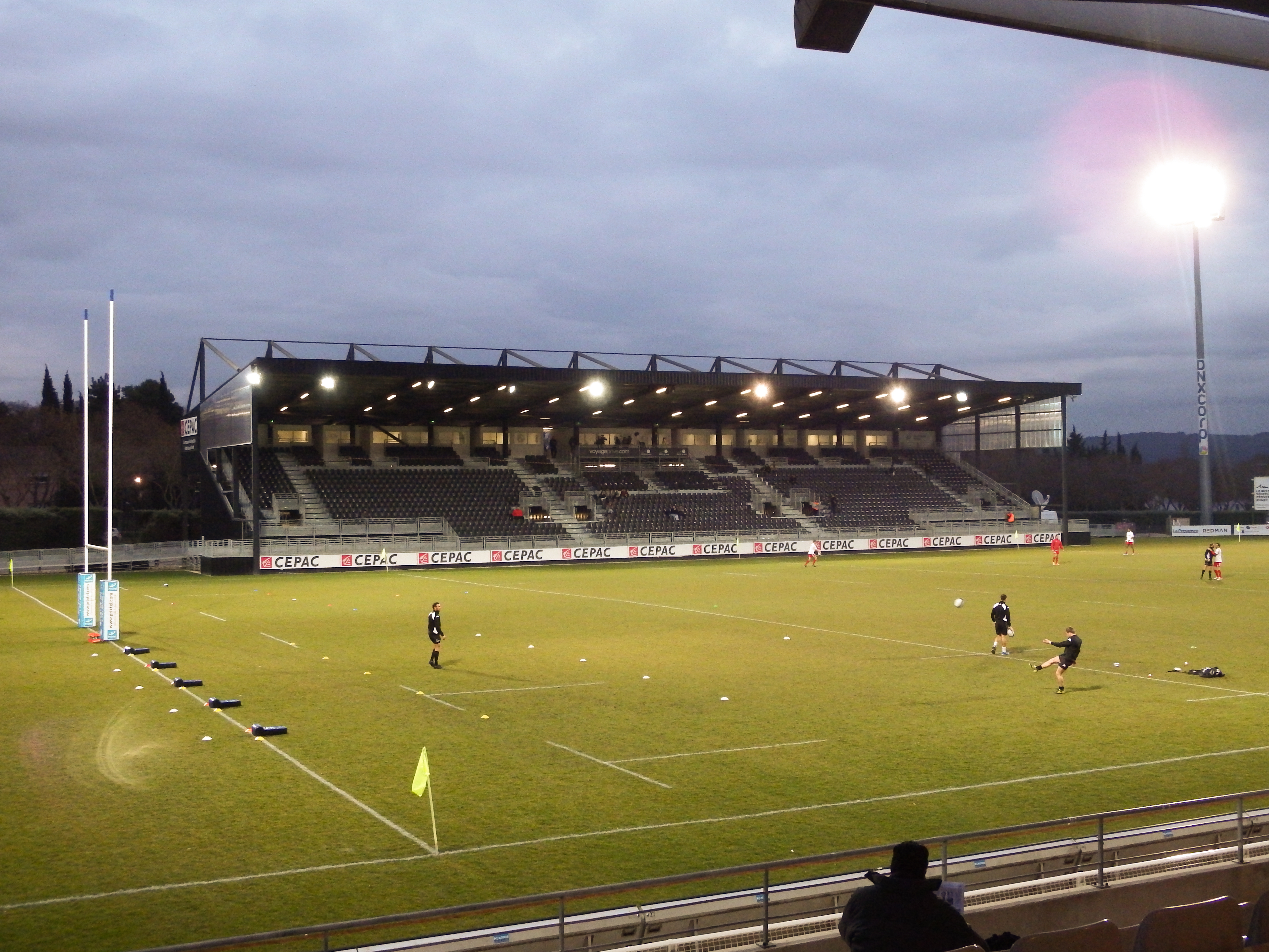
莫里斯·戴维体育场

### 商业
2019年，普罗旺斯地区艾克斯境内共有各类实体商铺5,201家，其中餐厅988家、大型超市26家、杂货店91家、面包房105家、肉铺40家、书店53家、装饰品店36家、银行门店136家、美容美发店255家、汽车维修店197家。个体性的商铺主要位于普罗旺斯地区艾克斯市中心，市区西南部的莱米耶街区和市区西部设有大型开发式商业街区，多家大型商场分布于此。

### 体育
2019年，普罗旺斯地区艾克斯境内共有12家游泳池、22间体育馆、5座综合体育场、99处网球场、9处马术场、19处足球或橄榄球场、23处篮球或排球场以及4处高尔夫球场。
截至2021年8月，普罗旺斯地区艾克斯境内共有11支注册足球俱乐部，其中马赛竞技足球俱乐部成立于1964年，2021至2022赛季参加法国全国丙组联赛（法戊），其主场位于马赛北部街区；艾克斯地区足球俱乐部是一个地方性的足球俱乐部，曾于1953至1972年间参加职业联赛。

### 环境

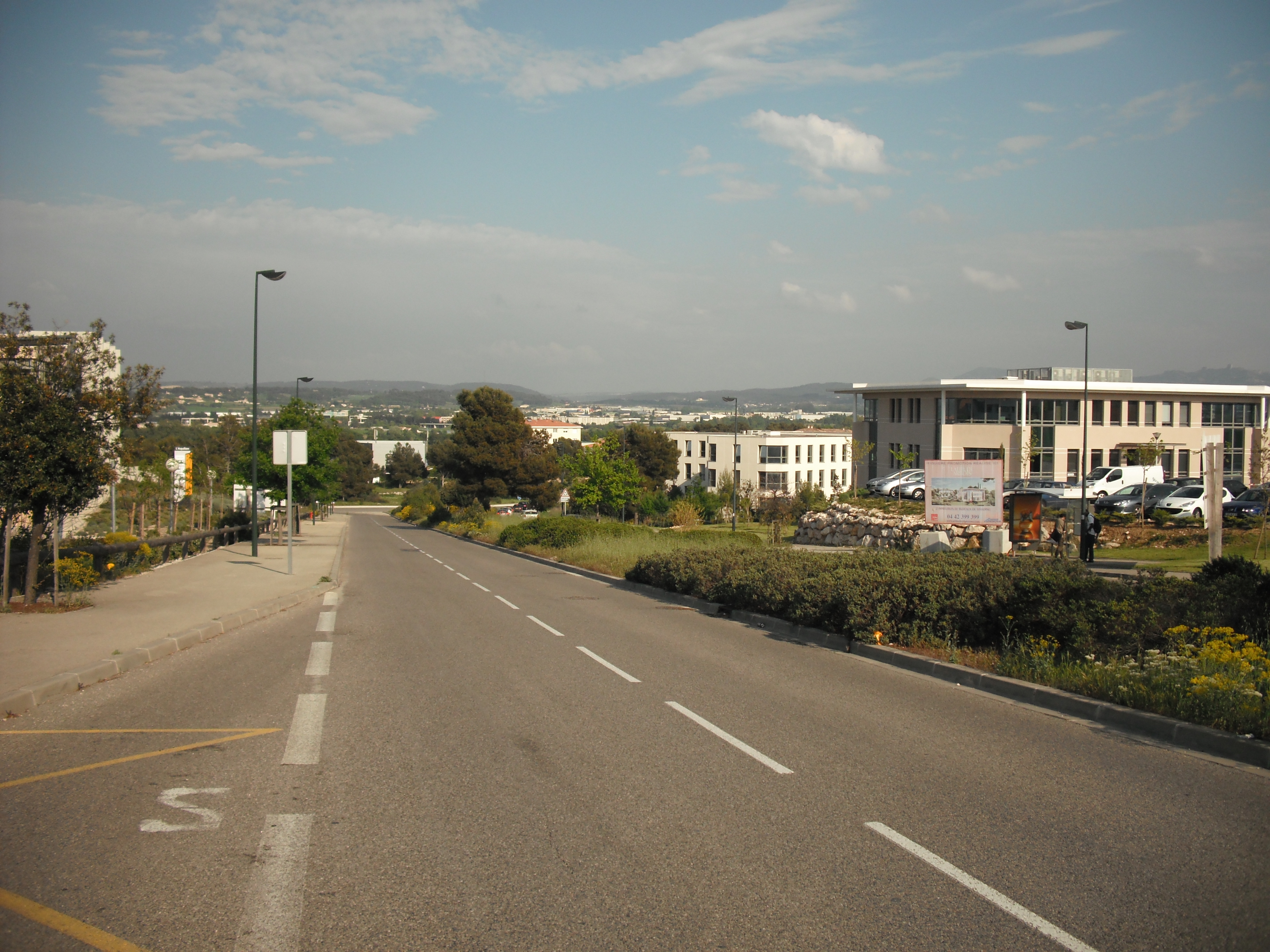
普罗旺斯地区艾克斯市区西南部的迪拉讷街区

普罗旺斯地区艾克斯境内的环境和可持续发展事务由艾克斯-马赛普罗旺斯大都会负责。2015年，普罗旺斯地区艾克斯市区内暂无污染企业。

### 治安
距离普罗旺斯地区艾克斯最近的派出所位于塞普泰姆莱瓦隆境内，距离普罗旺斯地区艾克斯市区大约16公里；最近的国家宪兵队则位于埃吉耶境内，距离市区大约6.2公里。普罗旺斯地区艾克斯境内有一处消防队。
2014年，普罗旺斯地区艾克斯及其附近地区共发生各类案件13,486起，其中盗窃类案件9,296起，经济类案件1,431起，毒品交易和运输案件603起。

## 文化
2019年，普罗旺斯地区艾克斯境内共有5家剧场、4家电影院、7家博物馆和1家音乐厅。普罗旺斯地区艾克斯市政府提供多媒体中心，向公众全年开放。

### 建筑
普罗旺斯地区艾克斯是法国艺术与历史之城，境内共有272处法国国家文物保护单位。其中圣救主主教座堂、圣若望教堂等建筑均为法国首批文物保护单位。米拉波大道是普罗旺斯地区艾克斯市区的地标性道路，其两侧分布有大量的历史建筑和商店。此外，建筑博物馆、自然历史博物馆等也是当地的重要文化设施。普罗旺斯地区艾克斯圣皮埃尔公墓是法国南部重要的一个公墓，包括保罗·塞尚等艺术家安葬于此。

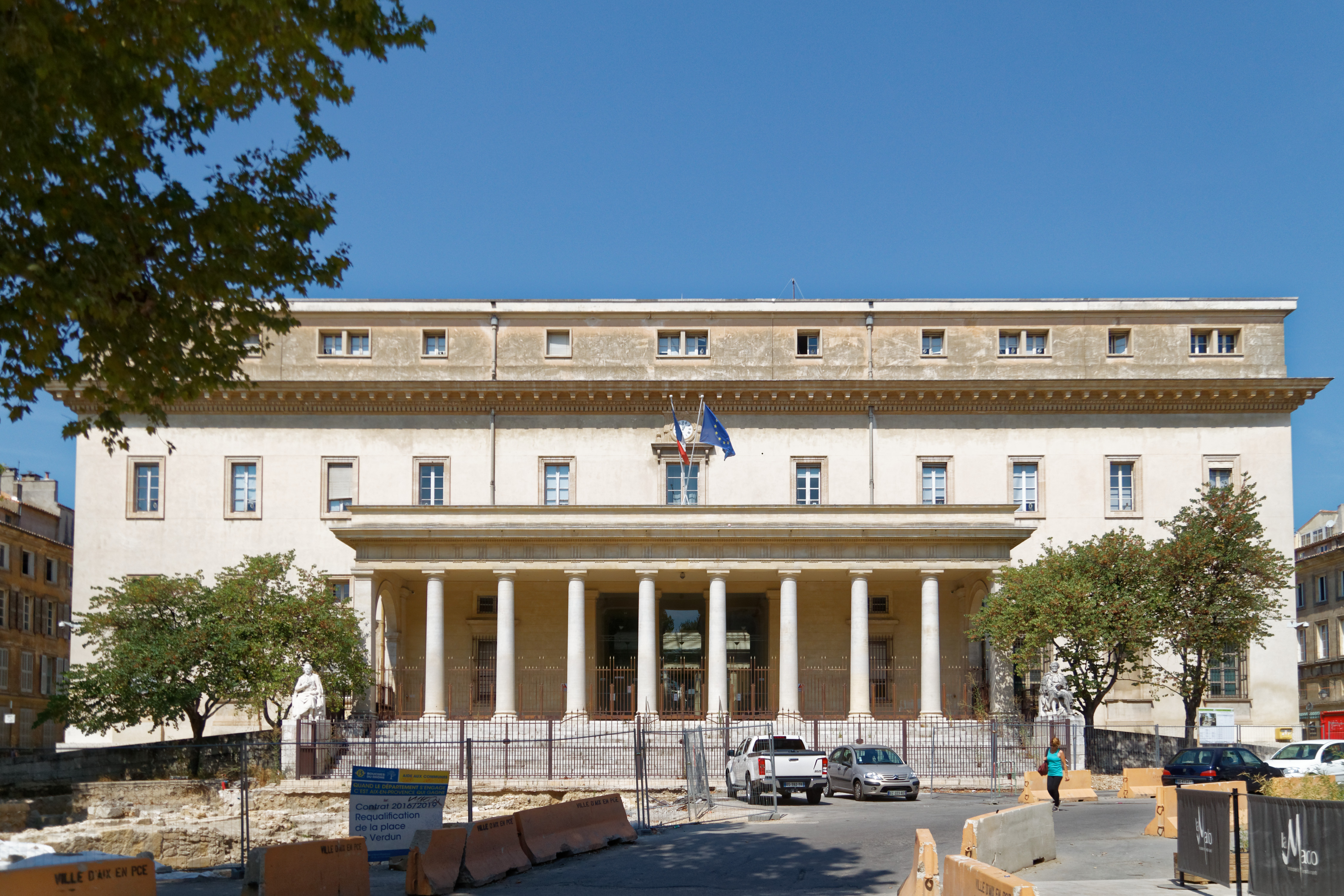
审判法院
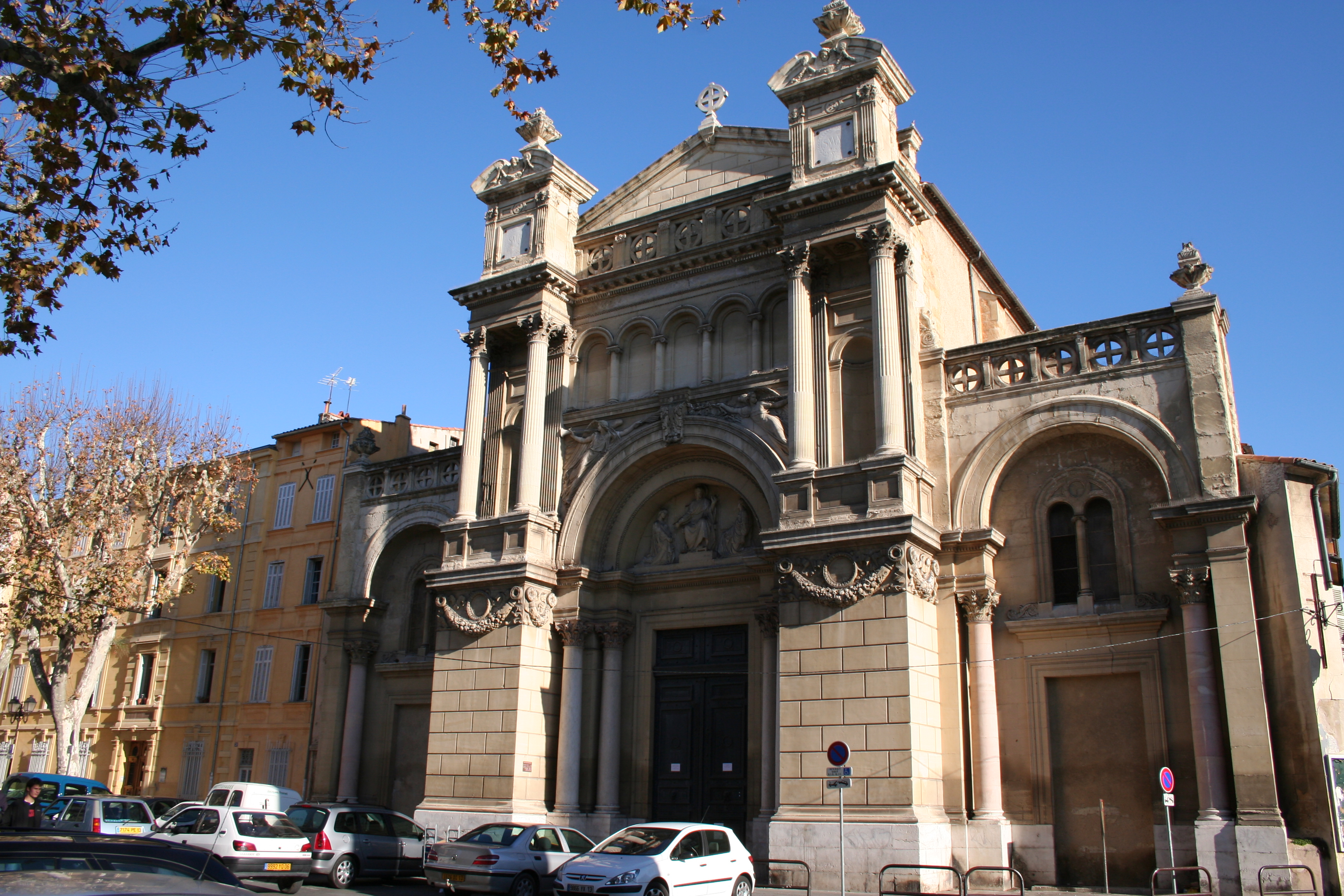
圣玛大肋纳教堂
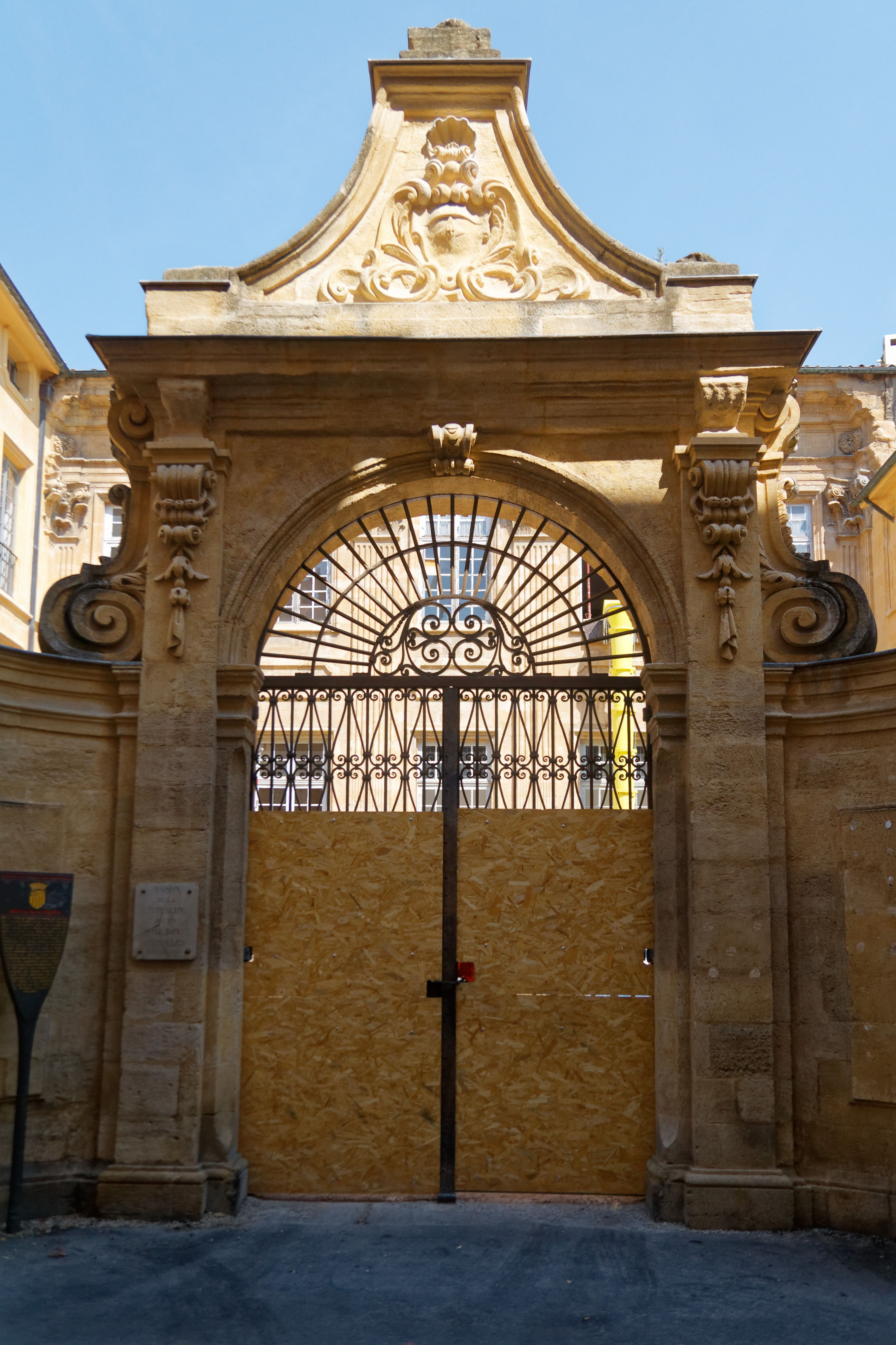
布瓦耶宫
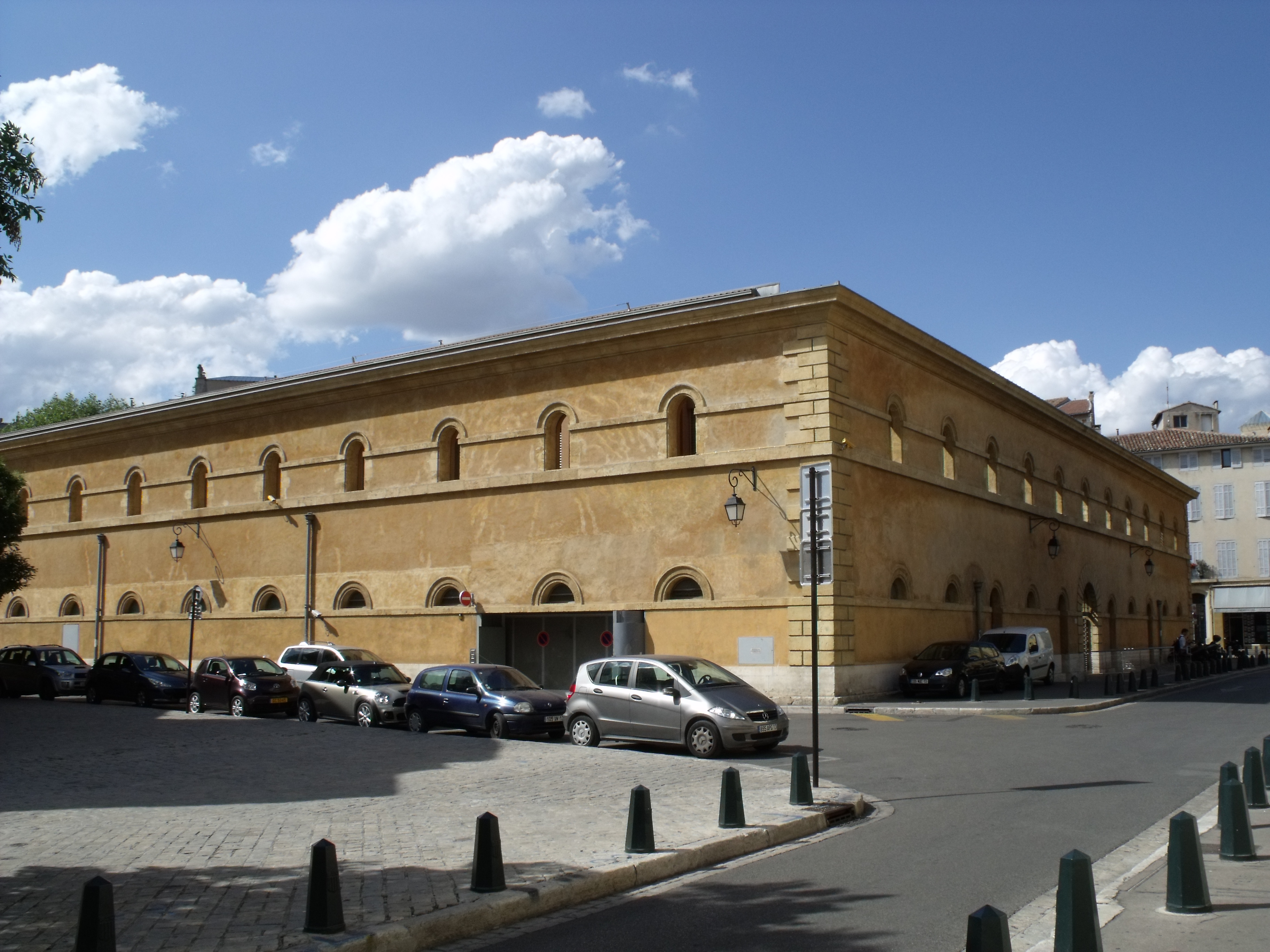
旧监狱
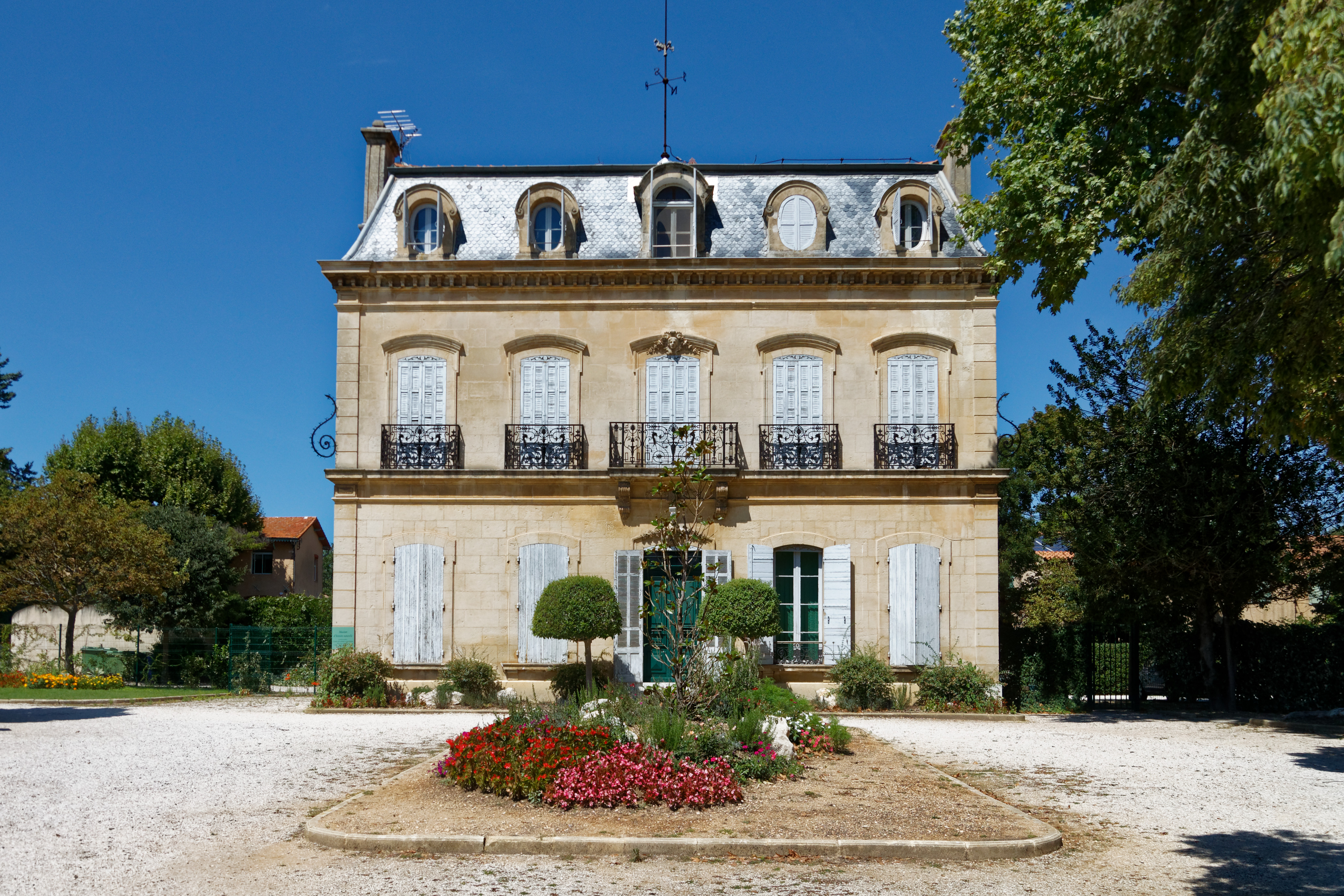
自然史博物馆
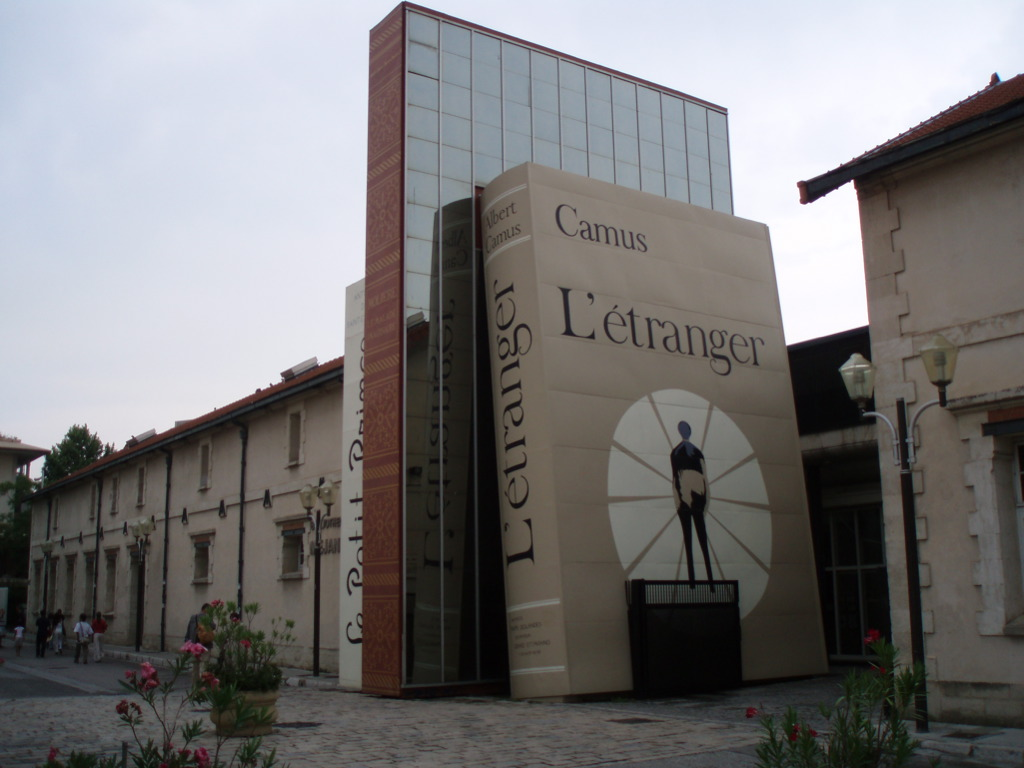
梅冉纳图书馆
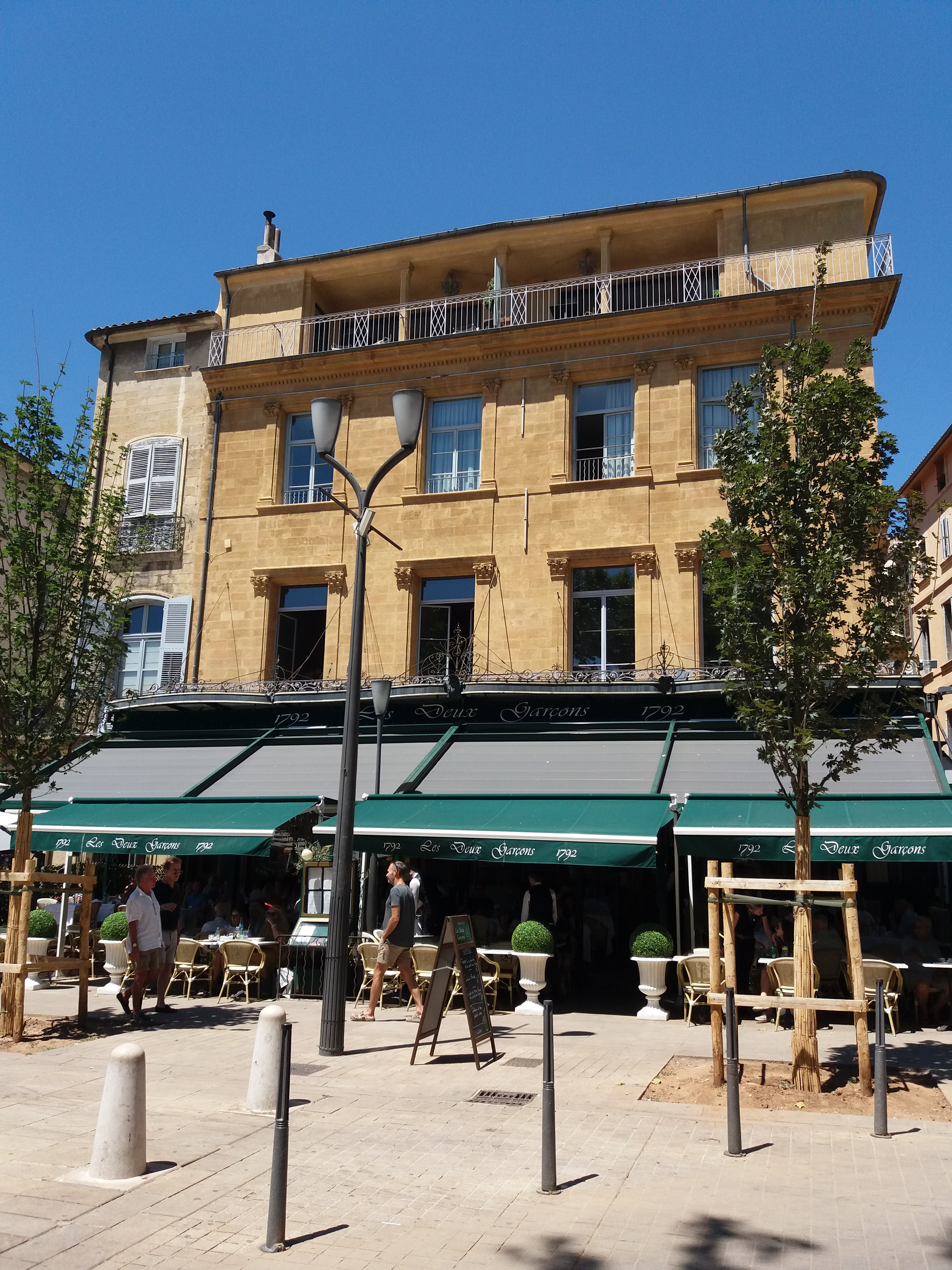
“两个男孩”咖啡厅

### 旅游
普罗旺斯地区艾克斯是法国重要的旅游城市之一，被《米其林旅游指南》评为“三星级旅游推荐”（最高级别）。
截止2018年1月1日，普罗旺斯地区艾克斯境内设有1处旅游接待中心（Office de Tourisme）和46家宾馆共计2,434间房间。

### 媒体
法国本土主要的国家性电视台和广播电台在普罗旺斯地区艾克斯均可接收，其中法国电视三台下属的普罗旺斯-阿尔卑斯-蓝色海岸大区频道在部分时段播放地区新闻。《艾克斯与萨隆地区日报》（Le Journal du pays salonais et du pays d'Aix）是当地主要的地方性报刊媒体，总部位于普罗旺斯地区艾克斯，负责整个罗讷河口省北部地区的发行。

### 美食
普罗旺斯地区艾克斯因出产卡利松糖而闻名，该糖起源于中世纪，是当地的代表性特产。

## 相关人物
英格兰王后普罗旺斯的埃莉诺、法国植物学家米歇尔·阿当松、航海家安托万·布吕尼·当特尔卡斯托、画家保罗·塞尚、天主教传教士马善乐、政治家莫里斯·鲁维埃和女演员米兰妮·让帕诺米出生于普罗旺斯地区艾克斯。

## 对外交流
截止2019年11月，普罗旺斯地区艾克斯与7座城市结为友好城市，另与8座城市互为合作交流城市：

| - 英格兰 巴斯 - 突尼西亞 迦太基 - 葡萄牙 科英布拉 - 西班牙 格林纳达 - 義大利 佩鲁贾 - 德国 蒂宾根 - 以色列 阿什凯隆 | - 美国 科勒尔盖布尔斯 - 美国 费城 - 美国 巴吞鲁日 - 黎巴嫩 巴勒贝克 - 巴马科 - 匈牙利 佩奇 - 日本 熊本市 - 摩洛哥 乌季达 |

另外，中華民國駐普羅旺斯臺北辦事處也设在该市。